# 村上敬造
村上 敬造（むらかみ けいぞう）は、日本の演出家、イベントプロデューサー、大阪芸術大学　芸術計画学科学科長教授

## 人物
愛媛県宇和島市出身。1957年生まれ。イベント業務管理士1級 資格(No.940016)愛媛県立宇和島南高等学校卒業、大阪芸術大学映像(計画)学科卒業後、日本の博覧会の父とも称せられる沖始、堺屋太一に師事。愛地球博、ガンバ大阪等プロデュース業務、2002 FIFAワールドカップのベルギーナショナルチーム熊本キャンププロデューサーをつとめる。その後、上海万博(世博会)において、日本人唯一の中国国家電網館　運営統括副館長、中国石油館、イタリア館、サウジアラビア館、等のスーパーバイザーをつとめ、現在も国内外で様々なイベントプロデュース業務に携わっている。
2020年4月より、大阪芸術大学芸術学部芸術計画学科学科長教授に就任。大阪府河南町情報公開審査会委員、個人情報保護審査会委員を委嘱。

## 博覧会等大型イベント等
- 『第24回 全国大菓子博覧会・三重』（統括プロデューサー　2015年　三重県伊勢市）
- 『第23回 全国大菓子博覧会・広島』（プロデュース　2013年　広島県広島市）
- 『2010年上海世博会・国家電網館』（スーパーバイザー・副館長　2010年　中国上海市）
- 『第22回 全国大菓子博覧会・姫路』（プロデュース　2008年　兵庫県姫路市）
- 『愛地球博・モリゾーキッコロメッセ』（運営事務局受託　2005年　愛知県長久手町）
- 『デ・ラ・ファンタジア』（会場運営受託　2005年　愛知県名古屋市）
- 『姫路シロトピア博』（催事プロデュース他　1989年　兵庫県姫路市）
- 『日本におけるフランス年』（オープニングインスタレーションプロデュース　1998年　東京都お台場）
- 『愛地球博・遊びと参加ゾーン』（クロージングイベントプロデュース　2005年　愛知県長久手町）
- 『全国育樹祭・兵庫大会』（メインテーマアトラクション・プロデュース　他　2005年　兵庫県三田市）

## 各種イベント・スポーツイベント等
- 『仏年記念・二人のキュリー物語展』（総合プロデュース1998年　京都市、東京都お台場）
- 『けいはんな学研都市フェスティバル'94』（ネットアート・総合プロデュース1994年　大阪府四條畷市）
- 『YTVテレビヤンのバレンタインイベント』（総合プロデュース2001年　大阪市）
- 『姫路シティFM FM-GENKI』（開局、運用業務委託　他2001年〜　兵庫県姫路市）
- 『2002年W杯・ベルギー代表チーム』（熊本キャンプ及びプレAマッチプロデュース2002年　熊本県熊本市）
- 『ガンバ大阪・J1リーグ』（総括プロデューサー、試合運営等1993年〜2000年　大阪府吹田市）

## 企画、制作物等
- 『各種企画書制作』（博覧会、イベント、企業販促等）
- 『各種マニュアル制作』（イベント、パビリオン、等）
- 『映像(動画、スチール)、音楽制作』（PR、記録、各種用途）
- 『各種印刷物制作』（各種デザイン、印刷業務）
- 『販売促進機器の企画、制作』（くら寿司『びっくらポン』システム）
- 『オリジナルキャラクターグッズ制作』（デザイン、仕様等企画開発）

## 著作物等
- 『客を呼ぶイベント運営・演出術』（1995年　実業之日本社刊）